# Palazzo Camerino
Il Palazzo Camerino è un edificio di Ruvo di Puglia, nella città metropolitana di Bari. Il palazzo fu costruito sui ruderi del Castello dopo che i Carafa abbandonarono Ruvo.

## Storia
L'edificio fu costruito sui resti del castello in piazza Matteotti e ceduto dai Carafa tra il 1809 e il 1811 alla famiglia Montaruli assieme alla Torre del Pilota e al castello stesso. Nel Novecento divenne proprietà della famiglia Camerino.

## Descrizione
L'edificio, diviso in due piani, è impreziosito dall'imponente portale d'ingresso che regge il balcone del primo piano ed è fiancheggiato da due colonne poggianti su un muraglione al quale si accede tramite un'ampia scala. Tuttavia l'ingresso principale porta ad un atrio cieco dal quale non si può accedere a nessun altro vano, infatti la scala per accedere ai vari piani è sita sull'unico fianco visibile del palazzo, ovvero in via Boccuzzi.